# Centralny organ administracji
Centralny organ administracji w Polsce – organ administracji, którego zakres działania obejmuje obszar całego państwa. Centralne organy administracji podporządkowane są naczelnym organom administracji. Organy centralne działają w formie indywidualnych decyzji, mogą wydawać zarządzenia o charakterze wewnętrznym. Mają charakter apolityczny.